# FUNNY BUNNY (2021年の映画)
『FUNNY BUNNY』（ファニーバニー）は、2021年4月29日に公開された日本映画。監督は飯塚健、主演は中川大志。劇場公開と同日にauスマートパスプレミアムでも配信された。

## 概要
2012年に飯塚健が脚本と演出を手掛け、上演中から再演や映像化の要望があったオリジナルの戯曲『FUNNY BUNNY -鳥獣と寂寞の空-』、および飯塚自身が執筆した小説『FUNNY BUNNY』を原作としており、映画化に際して舞台版の設定を発展させたものとなっている。

## あらすじ
剣持聡には忘れられない過去がある。高校の夏休み、親友だった田所修が死んだ。いじめが原因だった。自分は何も知らなかった。1学期の終わり「鉄アレイで筋トレを始めた。夢のボタンを隠したんだ。持ってると押しちゃうから。」と田所が言っていたのを思い出した。体を鍛えるために鉄アレイを手に入れたが、武器として使った方が早い。自分の殺意に気づいて、怖くなって隠したのではないか。そう剣持は想像した。もし鉄アレイがみつかったら、田所の敵討ちをしよう。彼は図書館の「絶対借りられない本」の中に隠したと言っていた。図書館に通って捜してみた。しかしどうしても見つけられなかった。
いじめの主犯格が少年院から出てくる日が明日に迫った。あせった剣持は相棒の漆原聡と2人で閉館間際の図書館を襲撃し、司書の服部茜らを人質にして懸命に本を捜した。人質たちも事情を知り、手伝った。そしてついに本の中に隠された鉄アレイをみつけた。漆原は剣持の復讐計画に気づき、必死になって引き止めた。
4年後。駅のホームで電車に飛び込む菊池広重を剣持は助けた。菊池は解散したロックバンド「ザ・レディオユース」のギターだった。メジャーデビューの直前、ボーカルの藤井元信が交通事故で死んでしまった。菊池がボーカルを兼ねたが、1曲しか売れなかった。同じ大学の軽音サークルに服部がいた。「死ね！」「お前が死ね！」とバーベキューでふざける菊池と藤井に「ふたりとも死ね！」と言ったことを今でも後悔している。
藤井のいない喪失感と絶望感。こんなにつらくても生きていかなければならないのかと涙する菊池。剣持は、忘れられない過去をかかえて生きているのはお前だけではない、死んだ人間のせいにするな、忘れる前進もあるんだ、と勇気づける。そして菊池を引っ張ってラジオ局に乗り込んだ。警備員はベースの安達とドラムの荒木だ。DJブースは乗っ取った。久しぶりにギターを持った菊池。藤井への思いが湧き上がり、彼が最後に遺した歌を電波に乗せる。そして叫ぶ。藤井、俺はお前を忘れるぞ！そうやって生きていくぞ！するとどこからか藤井の声が聞こえてくる。それでいい！元気でやれ！

## キャスト
剣持聡
演 - 中川大志
自殺志願者を見分けられる能力を持つ自称・小説家。
漆原聡
演 - 岡山天音
剣持の相棒。
服部茜
演 - 関めぐみ
図書館司書。図書館で剣持と出会い、まんまと剣持一派に取り込まれる。
遠藤葵
演 - 森田想
女子高生。
新見晴
演 - レイニ
大学生。
田所修
演 - ゆうたろう
剣持の同級生。
藤井元伸
演 - 田中俊介
広重のかつてのバンド仲間だが、現在は故人。ポジションはボーカル。
安達充
演 - 佐野弘樹
広重のかつてのバンド仲間。ポジションはベース。
荒木広彦
演 - 山中聡
広重のかつてのバンド仲間。ポジションはドラム。
菊池広重
演 - 落合モトキ
元バンドマン。ポジションはギター。
秋尾秋好
演 - 角田晃広
中華料理店「再見」の店長。
西門静男
演 - 菅原大吉
タクシー運転手。

## スタッフ
- 原作：舞台『FUNNY BUNNY -鳥獣と寂寞の空-』（演出・脚本：飯塚健 / 青山円形劇場・2012年）、小説『FUNNY BUNNY』（飯塚健 / 朝日新聞出版）
- 監督・脚本・編集：飯塚健
- 製作総指揮：森田圭
- エグゼクティブプロデューサー：多田一国、大野高宏
- プロデューサー：金山、宇田川寧、吉田憲一
- 共同プロデューサー：田口雄介
- 音楽：海田庄吾
- 撮影：小松高志
- 照明：蒔苗友一郎、大田佳代
- 録音：藤林繁
- 美術：相馬直樹
- 装飾：酒井拓磨
- スタイリスト：横田勝広、米村和晃
- ヘアメイク：内城千栄子
- 音響効果：松浦大樹
- スクリプター：石川愛子
- キャスティング：梓菜穂子
- 助監督：齊藤勇起
- 制作担当：小沼秀剛
- 制作プロダクション：ダブ
- 製作：KDDI
- 配給・製作：「FUNNY BUNNY」製作委員会

## ロケ地
剣持と漆原が忍び込んだ図書館は宮城県にある大崎市図書館。閉館後の夜間に撮影が行われた。
ロケ地となった大崎市図書館では2021年4月30日から5月30日までの期間「FUNNY BUNNY展]」を開催。撮影に使用したウサギの被り物や出演者のサインなどが飾られた。